# Басейн Абу-Ель-Гарадік
Басейн Абу-Ель-Гарадік — нафтогазоносний басейн у Західній пустелі Єгипту, один з основних районів видобутку вуглеводнів у країні.

## Передумови виникнення басейну
На межі кам'яновугільного та пермського періодів від північно-східного узбережжя південної частини Пангеї відкололась смуга мікроконтинентів (Кіммерія), унаслідок чого сучасне північно-східне узбережжя Африки став омивати океан Неотетіс. Значно пізніше, у ранньому та середньому юрському періоді, завершився розпад Пангеї на північну (Лавразія) та південну (Гондвана) частини. Паралельно з розколом між європейською та африканською плитами, зона контакту яких охоплювала сучасне північно-західне узбережжя Африки, на північно-східному узбережжі останньої виникла зона рифтогенезу, яка розщеплювала докембрійський фундамент.
Під час трансгресії океану у пізній юрі в рифтах відбувалось посилене осадонакопичення, зокрема, виникла багата на нафтогазоматеринський матеріал формація Хататба. Пізніше чергова трансгресія, що почалась у середній крейді, сприяла появі формацій Харіта, Бахарія, Абу-Роаш, пісковики та карбонати яких наразі вміщують основні поклади вуглеводнів басейну.
Рифтогенез тривав до ранньої крейди, проте у підсумку затухнув та не призвів до розколу африкано-аравійської плити. А у пізній крейді зіткнення аравійського краю цієї плити з внутрішньоокеанічним жолобом субдукції призвело до стискання рифтів та формування серії складчастих структур, які, зокрема, відповідають за нафтогазонакопичення в басейнах Західної пустелі (зона, у якій проходили ці процеси, знана як Сирійська арка).

## Нафтогазоносні геологічні формації
Комерційні поклади вуглеводнів в межах басейну Абу-Ель-Гарадік передусім виявлені у ряді послідовних формацій крейдового періоду — Абу-Роаш (продуктивними є горизонти B, C, D, E, які належать до туронського ярусу, та F, G, що належать до сеноману — тобто всі, окрім горизонту А коньякського віку), Бахарія (сеноман) та Харіта (сеноманський та альбський яруси). Перша з них формувалась у дельтових та мілководно-морських умовах, відкладення Бахарії виникли у мілководно-морському та флювіально-дельтовому середовищі, а поява Харіти пов'язана із флювіальною прибережною рівниною. Горизонти Абу-Роаш C, E та G складені переважно пісковиками, тоді як B, D та F належать до карбонатних. Резервуари Бахарії та Харіти також належать до пісковикових.
Нафтові поклади більшості родовищ належать до формації Абу-Роаш, при цьому зазвичай їх виявляють у горизонтах C, G та E. Втім, у окремих випадках, основні запаси нафти пов'язані з іншими формаціями, наприклад, Харіта на BED-1 (одне з найбільших родовищ басейну) або Бахарія на родовищах блоку Рас-Каттара-Схід.  
Харіта переважно газоносна — родовища BED-3, Карам (обидва входять до п'ятірки найбільших в басейні), Ал-Ассіл. Ще на двох найбільших родовищах басейну — BED-2 та Абу-Ель-Гарадік — запаси неасоційованого газу походять з Бахарії.
У 2002 році було здійснене комерційне відкриття у залягаючих глибше породах середнього юрського періоду. Вуглеводні родовища JG виявились пов'язаними із горизонтами Верхня та Нижня Сафа зі складу формації Хататба, яка виникла у дельтових умовах та складається із вуглевмісних сланців та пісковиків. При цьому саме Хататба розглядається як материнська формація для розташованих вище вуглеводневих резервуарів (також у цій ролі міг виступати горизонт Абу-Роаш F). Окрім JG, яке одразу ввели в експлуатацію, нафтопрояви у Хататбі виявили на розташованому неподалік родовищі BED-20, проте станом на кінець 2010-х їх комерційна цінність була ще не визначена.
У 2015 році в центральній частині басейну на блоці Абу-Сеннан отримали великий приплив легкої нафти із ранньокрейдової формації Алам-ель-Буейб (переважно сформувалась у неокомі у флювіально-дельтовому та мілководно-морському середовищі). Видобуток із цього родовища, яке отримало назву Абу-Сеннан-4 (також відоме за назвою структури як ASH) розпочався у 2020 році.
Відомі також випадки виявлення нафто- та газопроявів у інших формаціях, як то:
- на структурі JD (розташована на заході басейну неподалік від згаданого вище родовища JG) компанія BAPETCO виявила природний газ у палеоцен-еоценових породах формації Аполлонія. Оскільки остання складена карбонатами (крейда), для комерціалізації відкриття необхідно розробити ефективну технологію розробки, тому станом на кінець 2010-х за родовищем JD рахувались лише ресурси, а не запаси. Також можливо відзначити, що прояви вуглеводнів у Аполлонії виявили на родовищах BED-2 та BED-9 (належать до ліцензійних ділянок тієї ж BAPETCO);
- у 2014 році на блоці Рас-Каттара-Схід (східне завершення басейну Абу-Ель-Гарадік) при тестуванні свердловини Shahd-4 отримали приплив у 0,7 млн м3 газу та 2400 барелів конденсату із пісковиків формації Ваді-Ель-Натрун, яка належить до ааленського ярусу середньої юри (що стало першим таким відкриттям у Західній пустелі Єгипту).

## Основні події в історії басейну
У 1969 році компанія Amoco виявила нафтогазоконденсатне родовище Абу-Ель-Гарадік, яке стало першим у однойменному басейні. Розробка його нафтових покладів почалась у 1973-му, з 1975 року тут почали добувати газ, який спершу використовували для власних потреб, а у 1977-му спрямували за межі промислу до столичного регіону.
Протягом 1980-х років інший іноземний інвестор Shell розвідав ще три великі родовища — нафтове BED-1, газове BED-2 та газонафтове BED-3. У тому ж десятилітті єгипетська державна компанія GPC виявила значні (як для цього басейну) нафтогазоконденсатні родовища GPT та GPY. Вона також пробурила першу свердловину на родовищі GPAA, проте тоді розмір відкриття не змогли правильно оцінити і лише у другій половині 2000-х цю структуру дорозвідали та визначили як родовище Карам, що увійшло до п'ятірки найбільших в історії басейну Абу-Ель-Гарадік.
У наступні кілька десятиліть виявили чимало інших родовищ, при цьому в абсолютній більшості випадків проєкти все так же реалізовуються за участі іноземних інвесторів. Наприклад, в 1998-му почала буріння на блоці Дабаа-Південь туніська Hadi Bouchamaoui Sons (компанія-оператор DAPETCO), в 2000-му відкрили перше родовище на блоці Бахарія-Схід, яким опікується корпорація Apache (у цьому випадку використовує компанію-оператора Qarun Petroleum), в 2005-му стартувала розвідувальна кампанія чилійської Enap Sipetrol на блоці Рас-Каттара-Схід (компанія-оператор PetroShahd), у 2007-му відкрили родовища Карам та Ал-Ассіл на блоці Алам-Ель-Шавіш-Захід, де найбільшим інвестором на той час виступала грецька Vegas Oil and Gas (компанія-оператор PetroAlam), з 2011-го веде успішне розвідувальне буріння на блоці Абу-Сеннан Kuwait Energy (працює через компанію-оператора Borg El Arab Petroleum Company, BURAPETCO).
Продовжував розвідувальну діяльність на цілому ряді концесійних території і нафтогазовий гігант Shell (через вже згадану вище компанію-оператора BAPETCO), зокрема, були відкрите родовище JG та переведене після додаткового оцінювального буріння до рангу комерційно привабливих родовище Сітра 8.
У другій половині 2010-х компанія Apex International Energy узялась за розвідку блоку South East Meleiha на крайньому північному заході басейну, де до того було відоме лише одиноке нафтове родовище Заріф (розробляється Eni). В 2020/2021 роках тут провели кампанію розвідувального буріння, всі 3 свердловини якої виявили нафтові родовища з покладами у формації Бахарія — Машрек (свердловина SEMZ-1X), Фаджр (SEMZ-11X) та Фарах (SEMZ-3X). Розробка почалась у 2021 році через компанію-оператора Farah Petroleum Company (PetroFarah). У травні 2022 після введення чергової свердловини на родовищі Фаджр видобуток на блоці зріс із 4300 до 6000 барелів на добу.

## Інфраструктура басейну
Видобута в басейні нафта постачається до середземноморського узбережжя переважно трубопроводами Абу-Ель-Гарадік — Ель-Хамра та BED-1 – Ель-Хамра.
Родовища на сході басейну (блоки Бахарія-Схід, Рас-Каттара-Схід) сполучені двома меншими нафтопроводами з комплексом Карун у сусідньому басейні Гінді, який, в свою чергу, має доступ до системи SUMED.
Розташоване на крайньому північному заході басейну родовище Заріф (а також виявлені поряд з ним на початку 2020-х родовища блоку South East Meleiha) використовує лінію діаметром 150 мм до комплексу Мелейха в басейні Шушан, звідки прямує нафтопровід Мелейха – Ель-Хамра.
Газ транспортується до столичного регіону та району Александрії по трубопроводах Абу-Ель-Гарадік – Дашур та BED-3/Абу-Сеннан – Амірія.
Серед комплексів підготовки продукції можливо виділити майданчик BED-3, який обслуговує низку інших родовищ і має пропускну здатність до 9,6 млн м3 газу та 30 тисяч барелів рідких вуглеводнів на добу. Комплекс родовища Абу-Ель-Гарадік здатний приймати 4,5 млн м3 газу на добу, з яких за проєктом можуть отримувати 1800 барелів конденсату та випускати 4 млн м3 газу. Третім за розмірами об'єктом такого типу є завод вилучення конденсату Абу-Сеннан.